# 曼努埃尔·查维斯·冈萨雷斯
曼努埃尔·马里亚·查维斯·冈萨雷斯（西班牙語：Manuel María Chaves González，1945年7月7日—），西班牙政治人物。曾任西班牙第二副首相、西班牙工人社会党主席等职。

## 生平
1945年7月7日出生于休达。他的父亲安东尼奥·查韦斯是一名军人，曾参加过西班牙内战。他曾在加的斯和塞维利亚学习和生活，毕业于塞维利亚大学法学专业。1968年，他加入了在当时弗朗哥执政时期处于地下状态的西班牙工人社会党，并担任该党塞维利亚省委员会委员。
1977年西班牙民主转型后，他在加的斯选区当选西班牙众议院议员。1986年，他接替华金·阿尔穆尼亚，担任费利佩·冈萨雷斯内阁的劳动与社会保障大臣，直到1990年5月内阁改组，他的职务由路易斯·马丁内斯·诺瓦尔接替。1990年6月，西班牙工人社会党在安达卢西亚自治区议会选举中获胜，获得109名议席中的62席。他担任安达卢西亚自治区政府主席。1994年，他出任安达卢西亚西班牙工人社会党总书记，并再次赢得自治区议会选举。
2000年3月，西班牙工人社会党在全国大选中失利，华金·阿尔穆尼亚辞去党总书记职务。同年在工人社会党第35届全国代表大会上，何塞·路易斯·罗德里格斯·萨帕特罗当选总书记。费利佩·冈萨雷斯和何塞·博诺·马丁内斯被提议担任该党主席的荣誉职务，但被两人拒绝。随后，曼努埃尔·查维斯获得提名，成为党主席。2009年至2011年，他出任副首相兼领土政策和公共行政大臣。
随后，他卷入了安达卢西亚自治区政府公款挪用的政治腐败案件。2015年6月，他辞去了西班牙众议院议员职务。2019年11月19日，塞维利亚法院判决，查韦斯在该案犯有渎职罪，剥夺其从事公职资格九年。2024年，西班牙宪法法院推翻了上诉判决。

## 荣誉
- 大十字级卡洛斯三世勋章（1993年）[7]
- 大十字级天主教伊莎贝拉勋章（2011年）[8]